# 金正日花 (映画)
『金正日花／キムジョンギリア』（きむじょんいるばな／キムジョンギリア、朝鮮語：김정일리아、英語：Kimjongilia）は、2009年のアメリカ映画。
北朝鮮の強制収容所の生存者と脱北者の体験を描いたN・C・ヘイキン（N. C. Heikin）監督のドキュメンタリー映画。2009年1月のサンダンス映画祭で初公開された。

## 概要
北朝鮮での生活が、脱北者へのインタビューを通じて明らかにされる。北朝鮮の刑務所で過ごした人々、元軍人将校、芸術家などの体験談が含まれている。
タイトル (Kimjongilia)は、北朝鮮の独裁者にちなんで名付けられた花である「金正日花」を指す。 しかし、この用語は独裁者の金正日の下で北朝鮮自体にも適用できる(Kimjongil  に国を表すラテン語の接尾語 ia をつけて「金正日の国」とよめるダブルミーニング)。

## 反応
この映画の劇場公開は限定され、さまざまなレビューを受けた。
Metacriticは、たった4つのレビューに基づいて、映画に44/100の加重平均を与えた。Rotten Tomatoesは、10件のレビューのうち60％の評価を付けた。